# Arginin
Arginin (også Arg eller R) er en α-aminosyre. L-formen er en af de 20 mest almindelige naturlige aminosyrer. Arginin findes i ribonukleotiderne CGU, CGC, CGA, CGG, AGA og AGG som alle er tripletter af nukletidbaser eller den genetiske kode for arginin i proteinsyntese. I pattedyr er arginin klassificeret som semiessentiel eller betinget essentiel aminosyre, afhængig af udviklingsstadiet og sundhedsstatus på individet. For tidligt fødte børn er ude af stand til at syntetisere eller oprette arginin i kroppen, hvilket gør aminosyre i kosten vigtig for dem. Arginin blev isoleret første gang fra lupin i 1886 af den schweiziske kemiker Ernst Schultze.
Normalt behøver almindeligt raske mennesker ikke at supplere deres kost med arginin, da deres krop producerer de fornødne mængder.